# Ricardo Martinelli
Ricardo Alberto Martinelli Berrocal (* 11. března 1952 Ciudad de Panamá) byl prezidentem republiky Panama mezi roky 2009 a 2014. Kromě politické činnosti je zároveň i podnikatel.

## Životopis
Narodil se v hlavním městě Panamy, Ciudadu de Panamá rodičům Ricardovi Martinelli Pardinimu (italského původu) a Glorii Berrocal Fàbregasové. Martinelli získal středoškolské vzdělání na Stauton Military Academy ve městě Staunton (Virginie) v Spojených státech amerických. V roce 1973 promoval s titulem Bachelor of Business Administration na University of Arkansas. Později získal Master of Business Administration titul INCAE Business School. Od roku 1978 je ženatý s Martou Linares se kterou má tři děti: Ricarda Martinelli Linarese, Luise Enrique Linares Martinelliho a Carolinu Linares Martinelli.

## Obchodní kariéra
V současné době je předsedou představenstva firmy Super 99, která provozuje největší síť supermarketů v Panamě. Zároveň je generálním prezidentem firmy Importadora Ricamar S.A., dále je členem správních rad několika dalších společností.

## Politika
Za prezidenta Ernesta Péreze Balladarese Martinelli pracoval jako ředitel sociálního zabezpečení 1994–1996. Od září 1999 do ledna 2003 za prezidentky Mireye Moscoso sloužil jako předseda představenstva Panamského průplavu a jako ministr pro záležitosti Panamského průplavu.
Martinelli je předsedou strany Demokratická změna, která byla založena v květnu 1998. Vedl stranu a byl kandidát na prezidentský úřad v roce 2004 ve všeobecných volbách, když jeho strana skončila poslední, získal 5,3% hlasů.

## Prezidentské volby
Martinelli kandidoval na prezidentský úřad v roce 2009 ve všeobecných volbách. Mezi jeho volebními sliby bylo, že sníží politickou korupci i počet násilných trestných činů. Byl favoritem voleb, průzkumy veřejného mínění mu dávaly náskok před vládnoucí Demokratickou revoluční stranou - Lidová strana koalice.
Dne 3. května] 2009 Ricardo Martinelli přesvědčivě vyhrál národní volby s více než 60 % hlasů. Jeho nejtěsnější soupeř Balbina Herrera dosáhla výsledku pouhých 36 %. Tento rozdíl byl největší zaznamenaný od voleb v roce 1989. Dne 1. července 2009 složil přísahu a nastoupil do úřadu panamského prezidenta. Jeho nástupcem je od 1. června 2014 Juan Carlos Varela.

## Vyznamenání

### Velmistr panamských řádů
- velmistr Řádu Manuela Amadora Guerrera v období od roku 2009 do roku 2014
- velmistr Řádu Vasco Núñeze de Balboav období od roku 2009 do roku 2014

### Zahraniční vyznamenání
- velkokříž Řádu jasného nefritu – Tchaj-wan, 2010
- Konstantinův řád svatého Jiří – Bourbon-Obojí Sicílie, 28. července 2012[1]
- velkokříž se zlatou hvězdou Řádu José Cecilia Del Valle – Honduras, 2013
- velkokříž s řetězem Řádu prince Jindřicha – Portugalsko, 29. července 2013[2]
- velkokříž Národního řádu cti a zásluh – Haiti, 2014[3]